# Masterkeyboard

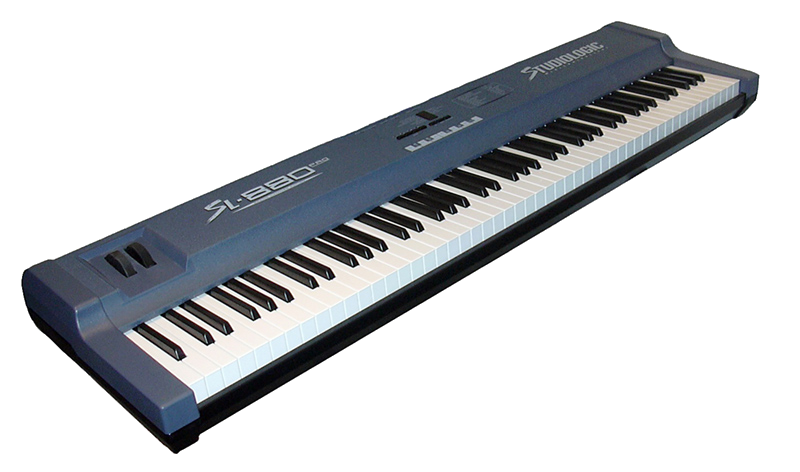
Masterkeyboard mit 88 gewichteten Hammermechanik-Tasten

Ein Masterkeyboard [ˈmɑːstəˌkiːbɔːd], auch MIDI-Keyboard oder MIDI-Controller genannt, ist eine Klaviatur mit integriertem MIDI-Controller zur Erzeugung von Steuerdaten (MIDI-Befehle), ohne eigene Klangerzeugung.
Der MIDI-Ausgang des Masterkeyboards kann an ein Soundmodul oder einen Computer angeschlossen werden, die dann beim Spielen der Tasten die gewünschten Klänge erzeugen. Ein Sequenzer (z. B. Computer mit Sequenzersoftware) kann darüber hinaus die Tastenbewegungen per MIDI aufzeichnen und später auf beliebigen MIDI-fähigen Geräten wiedergeben.
Einfache Masterkeyboards sind ab ca. 35 Euro erhältlich und verfügen über bis zu drei Oktaven mit Mini-Tasten. Die hochwertigeren Masterkeyboards verfügen über 88 gewichtete Standard-Tasten mit Hammermechanik, um das Spielgefühl eines Klaviers zu simulieren. Darüber hinaus bieten sie Spielhilfen wie Modulationsräder, Aftertouch und andere Sonderfunktionen an, um die meistens über MIDI angeschlossenen Geräte steuern zu können, beispielsweise um Instrumentalklänge auf diesen Geräten auszuwählen. Neuerdings bieten Masterkeyboards neben einem MIDI-Anschluss auch einen USB-Anschluss oder verzichten gleich gänzlich auf einen MIDI-Anschluss.
Die meisten Digitalpianos und Personal Keyboards verfügen zumeist ebenfalls über einfache Masterkeyboard-Funktionen.